# 電着銃
電着銃（でんちゃくじゅう）は、テレビ、映画、舞台等で使用する電気着火式プロップガンの略称である。電気発火式、電着式とも呼ばれる。

## 概要
銃器の使用に関して制約の多い日本で独自に発展した演劇用小道具で、引き金を引くと電気回路により着火された火薬が発火して火花が銃口より噴き出す、銃型の演劇用小道具である。
広義の“モデルガン”に属するものだが、玩具の一つとして販売されている一般的なモデルガンとは異なり、使用する火薬（小型花火）は演劇上の視覚効果を高めるために大きな火焔と爆発音が出るようになっており、火薬類取締法上のがん具煙火よりも多量の火薬を使用している事が多い。よって電着銃の取り扱いにあたっては原則として火薬類取扱保安責任者の資格が必要になる。これらの事から電着銃および専用火薬は一般に市販されていない。
なお、ガンエフェクトで使用される弾着も基本的な構造は電着銃の応用である。

## 構造
使用する火薬は小さい筒状の火薬部分とソケット接合部から成り、これを銃本体の銃口部にあるソケットに挿し込む。銃の種類や大きさにより様々であるが、けん銃型電着銃では3〜4発が装填できるようになっている。
引き金（トリガー）はロータリースイッチと連動しており、引くことによりソケットへの通電と次弾への切替を同時に行う。機関銃やアサルトライフルなどのフルオート射撃の場合は引き金を引いている間、ソケット通電と次弾切替を繰り返し行うようになっている。回路の電力は乾電池から供給される構造で、電池ボックスは回路の中でも容積を必要とする部品であるため、グリップ部などに仕込んである事が多い

## 長所と短所

### 長所
構造面においては実銃やモデルガンのように部品同士の物理的関係（トリガーを引くとシアが解除されスプリングの力によりハンマーが落ちるというようなメカニズム）が電着銃では必要ない事から部品配置に融通性がある（電着銃の場合、部品同士をコードで結線すれば良いだけである）。この事から、小型けん銃から戦車砲まで応用可能であり、例えばテレビドラマ「西部警察」に登場する特殊なパトカーに搭載されるボンネット上の機関銃も電着銃の応用である。
性能面においては機械的トラブルによる不発といった作動不良が置きにくいため安定しており、小道具起因によるNGが極力防止できるというメリットがある。また、引き金が単なる電子スイッチである事から一般的なモデルガンに比べて引き金を引く力が遥かに少なく済み（トリガープルが軽い）、指の力が弱い女性や子どもでも扱いやすい。この事は演劇小道具として多大なメリットであると言える。安全面においては銃の形をしているものの、銃としての機能は皆無であり、改造による悪用が困難である事から安全性も高い。

### 短所
構造面においては銃本来の機構を必要としない事からカートリッジの装填、マガジンの脱着、排莢（ブローバック）といった作動を省略した電着銃が多い。よって銃としてのリアリティが不足している事が挙げられる。演出上でこういったアクションが必要になった場合、別途モデルガン等を用意して発砲シーンと使い分けなければならないなどの考慮が必要となってくる。また、火薬の詰め替えには本体の分解組み立てを要するために「撃ちつくして予備弾を入れ再び発砲」という場面があった場合、1カットで実現できない。
性能面では火薬不良、回路不良、電池切れを起因とする不発が起き得る可能性はあるが、整備や事前チェックにて防ぐ事ができる場合が多いため、大きな短所とまでは言えない。安全面では火薬詰め込み時に通電中のソケットに誤って挿し込んでしまうとその瞬間に発火してしまい、手を負傷してしまうという事故が発生する可能性がある（最悪の場合、指を切断することもある）。過去にこうした事例が少なからずあった事から詰め込み時には事前に豆電球のコードを挿し込んで通電しているかのチェックをする事が一般化しており、手順を遵守すれば防ぐ事ができる。
容姿面において、けん銃型は左右貼り合わせ構造が多く（通称“モナカ構造”）、固定用ビスが露出するなど玩具然とした見た目の電着銃が多数存在する。しかし近年ではリアルな容姿を持つトイガンに電着メカを組み込むなど画面上では全く問題ないレベルの電着銃も登場してきている。しかしながら銃口部に火薬を仕込むという構造上、前からのアップでは銃身内に詰め物があるように見えてしまう場合があるため、撮影時はピントを銃口に合わせない、真正面からのアングルを外す等の考慮が必要となる。多数発を連発させる機関銃型の電着銃では、銃口部が不自然に太くなる、銃口に近い部分が実銃よりも長くなる、といった外形のアレンジがなされていることが多い。

## 歴史
昭和30年代、戦後の日本は戦前に比べて実銃の所持がほとんどできない状態で、特に拳銃の所持は厳しく規制されているため映画撮影用としてであっても不可能であったが、映画や演劇の小道具には銃が必要であった。当時は子供向けの玩具銃を使用したり、警察用のけん銃（実銃）を借り受け、警察官立会いのもと空砲使用する事もあったが、制約や問題も多かった。
この頃、米国製玩具銃を輸入し、発火できるように改造した製品を販売していた日本MGC協会(MGC)なる団体が存在した。映画会社の日活はMGCに映画用の小型けん銃タイプの小道具の製作を打診する。エンドロールに「銃器類提供MGC」と掲げる事を条件にMGCの技術スタッフ小林太三は小道具銃の製作に着手、コルトM1903オートマチック（コルト.32オート）をモチーフとした自動けん銃型電着銃を完成させた。この銃は日活アクション映画を中心に多く登場し、“日活コルト”と呼ばれるようになった。
MGCではその他にもトンプソン・サブマシンガン型の電着銃を製作。こちらは電着回路とは別にゼンマイで空薬莢が飛び出すというユニークなギミックが組み込まれており、映画で活躍した。その後、電着銃は時代物の甲冑などを手がけていた老舗の戸井田板金製作所（後の戸井田工業）にて量産される事になった。オートマチック、リボルバーの他、機関銃型やアサルトライフル型、ボルトアクションライフル型など様々な電着銃が製作されたが、映画会社からの注文による1品製作物などもあり、一般に流通しない特殊な製品である事から、すべてのバリエーションは明らかになっていない。
昭和46年(1971年)に銃刀法改正があり、金属製のけん銃型モデルガンは黒色は禁止となり、黄色または白色でしか所持ができなくなった。これによりけん銃型の金属製電着銃も法に抵触する事になってしまった。以降はプラスチック製の外装（銃身を除く。銃身は発火熱に耐えられるよう金属製である）で製作されるようになった。戸井田工業ではS&W M44コンバットオート型、S&Wチーフスペシャル型を多く製作した他、ルガーP08型なども製作された。
昭和50年代になると、映画等の作品に合わせた電着銃を市販モデルガンやエアソフトガン、あるいはプラモデルをベースに製作したものも多く登場するようになる。これにはトビー門口やビッグショット
といった小道具担当が製作したものから、MGC等のメーカーが特注として製作したものまで様々な電着銃が存在する。

## 種類
現在までに様々な電着銃が製作され、多数の映画作品等で使用されている。ここではその一部を紹介する。

### 拳銃型
- 日活コルト - 日活アクション作品で石原裕次郎や小林旭などスターが使用し、「けん銃＝コルト」というイメージを作り上げた。
- ルガーP08 - 日活時代から刑事ドラマまで幅広く活躍。ミリタリーの他、ロングバレルのマリーネやアーティラリーも存在する。
- S&W M44コンバットオート - 刑事役から犯人役まで幅広く活躍。戸井田工業製。
- S&W チーフスペシャル - 刑事役に多く使用された。通常2インチバレルだが3インチバレルも存在する。戸井田工業製。
- ニューナンブM60 - 戸井田チーフをベースに3インチバレル、ランヤードリングを装着。『太陽にほえろ!』(NTV) 等で使用された。

### ショットガン型
- レミントンM31RS1 - 『西部警察』の大門（渡哲也）の代名詞となったショットガン。MGCの金属製モデルガンをベースにトビー門口が排莢機能を残しつつ電着化した。『大都会パート3』(NTV) から使用された。
- レミントンM31RS2 - 『西部警察』の大門用ショットガンの第2弾。MGCのABS樹脂製モデルガンをベースにMGC副社長の小林太三が製作。

### 自動小銃・短機関銃型
- 64式小銃 - 『皇帝のいない八月』『戦国自衛隊』他で使用。戸井田工業にてフルスクラッチ製作。
- M16E1 - 『ゴルゴ13』で使用。タニオアクションにて排莢が可能。MGC特注。後にハンドガードのないワイヤーストックモデルに改造され、『西部警察』でも使用された。
- トンプソン - 「太陽への脱出」（日活）で使用。MGC製作。ゼンマイ式排莢ギミックによりリアルな銃描写が光る作品となった。
- M3グリースガン - 『殺し屋人別帳』『戦国自衛隊』『セーラー服と機関銃』他で使用。ハドソン産業製およびMGC製のモデルガンを電着式に改造したものの2種類が存在している。後者（MGC改造）は発火装置を仕込んだ関係上、実物と比べ銃身部根本とマガジンハウジングの間が延長されていることで区別できる。
  - 『帰ってきたウルトラマン』には銃身と弾倉を外して銀色に塗装したものが“マットガン”として登場している。
- H&K MP5SD3 - 『遊びの時間は終わらない』(TBS) で使用。ファルコントーイ製エアソフトガンベース。ビッグショット製作。
- H&K MP5K - 『クライムハンター』(Vシネマ) で使用。MGC製エアソフトガンベース。ビッグショット製作。
- AK-47 - 『ホワイトアウト』（映画）で使用。雪山でのロケのため、寒冷地で確実に作動させるために電着発火+電動排夾の併用で製作された。

### 機関銃型
- 62式7.62mm機関銃 - 『戦国自衛隊』で使用。戸井田工業製。フロントサイト基部が径の太い円筒状になっている（この部分に発火用火薬が内蔵されている）事で実銃ではないことがわかる。
- ブローニングM2重機関銃 - 『戦国自衛隊』で使用。61式戦車他の搭載機銃として登場する。発火装置を内蔵しているため銃口部が一段太くなっている。